# Martin Todsharow
Martin Todsharow (né le 6 septembre 1967 à Berlin-Est) est un compositeur de musique de films allemand.

## Biographie
Todsharow étudie de 1989 à 1994 à l'académie de musique Hanns Eisler, plus spécialement le piano et le contrepoint en composition. En 1991, il écrit de la musique pour le théâtre. En 1993, il reçoit une bourse du DAAD en Grande-Bretagne. De 1994 à 1996, il est musicien de musique sérielle et de musique légère.
En 1997, il devient compositeur pour le cinéma. Il enseigne également en tant que conférencier invité à l'académie du film du Bade-Wurtemberg et au DFFB à Berlin.

## Filmographie sélective

### Cinéma
- 1997 : Rosenkavalier
- 2000 : L'Insaisissable
- 2000 : Hijack Stories
- 2000 : Zoom – It's Always About Getting Closer
- 2001 : Suck My Dick
- 2001 : Tattoo
- 2002 : Der alte Affe Angst
- 2003 : Les Bourses ou la Vie
- 2003 : Die Kinder sind tot (documentaire)
- 2004 : Une famille allemande
- 2004 : Männer wie wir
- 2005 : Celui qui déterre la belladone
- 2005 : Les Particules élémentaires
- 2005 : Minotaur
- 2005 : Unter dem Eis
- 2006 : TKKG – Das Geheimnis um die rätselhafte Mind-Machine
- 2007 : Rien que des fantômes
- 2008 : 1½ Ritter – Auf der Suche nach der hinreißenden Herzelinde
- 2009 : Hilde
- 2009 : Fleur du désert
- 2010 : Die Grenze
- 2010 : Goebbels et le Juif Süss : Histoire d'une manipulation
- 2011 : Löwenzahn – Das Kinoabenteuer
- 2011 : Coq au vin (Kokowääh)
- 2012 : Omamamia
- 2012 : Un témoin pour cible
- 2012 : Unter Frauen
- 2013 : Schlussmacher
- 2013 : Quellen des Lebens
- 2013 : 3096
- 2014 : Vaterfreuden
- 2014 : Honig im Kopf
- 2014 : Zones intimes
- 2015 : Frau Müller muss weg!
- 2015 : À mort les hippies ! Vive le punk !
- 2016 : Conni & Co
- 2016 : Friend Request
- 2016 : Mission Istanbul
- 2016 : Nebel im August
- 2016 : Unsere Zeit ist jetzt
- 2017 : Sommerfest
- 2017 : Conni & Co 2 – Das Geheimnis des T-Rex
- 2017 : The Captain : L'Usurpateur
- 2018 : Hot Dog
- 2020 : Enfant terrible de Oskar Roehler
- 2021 : Snake Eyes de Robert Schwentke

### Télévision
- 1998 : Der Handymörder
- 1998 : Gefährliche Lust – Ein Mann in Versuchung
- 1998 : Operation Phoenix – Jäger zwischen den Welten
- 1999 : Die Blendung – Verrat aus Liebe
- 1999 : Spuk aus der Gruft
- 1999 : T.E.A.M. Berlin
- 2000 : Der Feind an meiner Seite
- 2000 : Models
- 2000 : Spuk im Reich der Schatten
- 2000 : www.maedchenkiller.de – Todesfalle Internet
- 2001 : Mein Papa mit der kalten Schnauze
- 2001 : Polizeiruf 110: Braut in Schwarz
- 2002 : Tatort: Schlaf, Kindlein, schlaf
- 2002 : Fahr zur Hölle, Schwester!
- 2002 : Meine Tochter ist keine Mörderin
- 2003 : Tatort: Stiller Tod
- 2003 : Bella Block – Hinter den Spiegeln
- 2003 : Le Merveilleux Noël de Lena
- 2004 : Küss mich, Hexe
- 2005 : Emilia
- 2006 : Der Kriminalist - Mördergroupie
- 2008 : Mogadiscio
- 2010 : C'était l'un des nôtres
- 2013 : Tatort: Willkommen in Hamburg
- 2014 : Tatort: Kopfgeld